# Mięsień strzałkowy krótki
Mięsień strzałkowy krótki (łac. musculus fibularis brevis, musculus peroneus brevis) – w anatomii człowieka mięsień należący do grupy bocznej mięśni goleni. 
Rozpoczyna się od środkowej jednej trzeciej powierzchni trzonu kości strzałkowej przyśrodkowo od mięśnia strzałkowego długiego, a także od przedniej i tylnej przegrody międzymięśniowej. Włókna schodzą pionowo w dół i kończą się ścięgnem biegnącym po tylnej powierzchni kostki bocznej przymocowanym do kostki troczkiem górnym mięśni strzałkowych. Ścięgno biegnie dalej na więzadle piętowo-strzałkowym i po bocznej powierzchni kości piętowej, powyżej bloczka strzałkowego, przymocowane do niego troczkiem dolnym mięśni strzałkowych. Ścięgno kończy się na guzowatości piątej kości śródstopia.
Mięsień strzałkowy krótki leży na bocznej powierzchni kości strzałkowej przykryty niecałkowicie przez mięsień strzałkowy długi. Pozostała część leży powierzchownie. Od przodu sąsiaduje z mięśniem prostownikiem długim palców i strzałkowym trzecim, od tyłu natomiast ze zginaczem długim palucha.
Pełni podobne funkcje jak mięsień strzałkowy długi, jednakże jest słabszy od niego. Mięsień ten jest zginaczem podeszwowym stopy, działając antagonistycznie do mięśnia piszczelowego przedniego. Nawraca on stopę, unosząc jej brzeg boczny, a obniżając przyśrodkowy i odwodząc stopę.
Unerwienie pochodzi od nerwu strzałkowego powierzchownego, a unaczynienie od tętnicy strzałkowej i tętnicy piszczelowej przedniej.